# エヴァン・エヴァゴラ
エヴァン・エヴァゴラ（Evan Evagora, 1996年8月10日 - ）は、オーストラリアの俳優、モデル。メルボルン出身。

## 来歴

### 幼少期
幼少期からスポーツに親しみ、元プロである父親からボクシングのトレーニングを受けていた。また、フットボールチームにも所属していた。創作意欲を持たせようとした両親の意図から、小学校時代は校内劇に出演しており、演技に関心を寄せていた。

### 高校時代
高校では、スポーツに専念。オーストラリアン・フットボール・リーグに参戦し、最終予選まで勝ち残ったほか、州のボクシング大会では優勝を記録した。

### 高校卒業後
高校卒業後は、友人らと一年間ヨーロッパを旅したあと、演劇の活動に集中するためにメルボルンのフィルムスクールに所属した。同スクール時代にスカウトを受け、在学中からモデルとして活動。

### 俳優としてのキャリア
その後、シドニーを本格的な活動拠点とした後に渡米、自身の活動拠点をロサンゼルスに移した。2019年には、『新スタートレック』の後日譚を描いたテレビドラマ『スタートレック:ピカード』におけるエルノア役に抜擢された。

## 人物

### 家族
ニュージーランド人の母親と、キプロス共和国出身の父親を持つ。また、7人兄弟の末息子で、母親はマオリ族の末裔である。

### 思想
映画界における、不平等な賃金と機会を向上させたいという意識を持っている。

### 趣味
フィジーへのバカンスが好きであると明言している。また、自家製のパスタ作りや、キャンティを飲みながらのテレビ鑑賞や読書を好む。

## 役作りへの姿勢
自身と登場人物との間に共通点を見つけるようにしており、とりわけ『スタートレック:ピカード』のエルノアには親近感を抱いているとインタビューで語った。

## 出演
| 米公開年 | 日本公開年             | 作品名                       | 役名               |
| -------- | ---------------------- | ---------------------------- | ------------------ |
| 2020年   | 2020年（デジタル配信） | 『ファンタジー・アイランド』 | ニック・テイラー役 |

| 米公開年 | 日本公開年 | 作品名                                | エピソード名                       | 役名       |
| -------- | ---------- | ------------------------------------- | ---------------------------------- | ---------- |
| 2019年   | 2019年     | 『シークレット・シティ』              | "Broken Bird"                      | パトロン役 |
| 2020年   | 2020年     | 『スタートレック:ピカード』シーズン１ | 第4話 "無垢なる自己"               | エルノア役 |
| 2020年   | 2020年     | 『スタートレック:ピカード』シーズン１ | 第5話 "スターダスト・シティ・ラグ" | エルノア役 |
| 2020年   | 2020年     | 『スタートレック:ピカード』シーズン１ | 第6話 "不可能の箱"                 | エルノア役 |
| 2020年   | 2020年     | 『スタートレック:ピカード』シーズン１ | 第7話 "ネペンテ"                   | エルノア役 |
| 2020年   | 2020年     | 『スタートレック:ピカード』シーズン１ | 第8話 "真実の断片"                 | エルノア役 |
| 2020年   | 2020年     | 『スタートレック:ピカード』シーズン１ | 第9話 "理想郷（前編）"             | エルノア役 |
| 2020年   | 2020年     | 『スタートレック:ピカード』シーズン１ | 第10話 "理想郷（後編）"            | エルノア役 |
| 2020年   | 日本未公開 | 『The Ready Room』                    | "Aftershow"                        | 本人役     |
| 2022年   | 2022年     | 『スタートレック:ピカード』シーズン2  | 第1話 "スターゲイザー"             | エルノア役 |